# Ілус (потік)
Ілус (словац. Ilus) — річка в Словаччині, права притока Бедзянського потоку, протікає в окрузі Топольчани.
Довжина приблизно 4.5 км. Витік знаходиться в масиві Подунайські пагорби (геоморфологічна підодиниця Нітранські пагорби); на висоті близько 250 метрів.
Протікає територією міста Топольчани (частина Вельке Бедзяни). Впадає у Бедзянський потік на висоті приблизно 190 метрів.